# Badalingmotorvägen

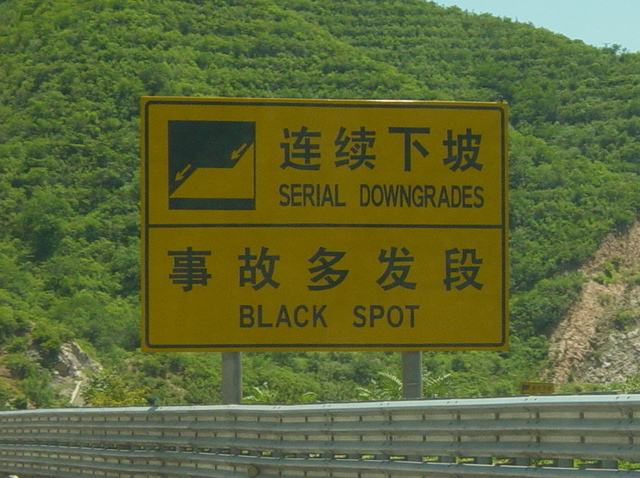
Vägskylt som varnar för kraftiga höjdskillnader på Badaling Expressway.

Badalingmotorvägen  (八达岭高速公路; Bādálíng Gāosù Gōnglù) eller Badaling Expressway är en motorväg i Kina. Badaling Expressway trafikerar från Peking till kinesiska muren vid Badaling. Badalingmotorvägen är en sektion av G6 Jingzangmotorvägen.
Badaling Expressway börjar vid norra Tredje ringvägen i centrala Peking och fortsätter norrut genom Changping förbi Juyongpasset till kinesiska muren vid Badaling. Badaling Expressway är nästa 70 km lång och hastighetsbegränsningen är 100 km/h, och vissa delar med hög stigning är begränsade till 60 km/h. Badaling Expressway är betalväg från norra Femte ringvägen och norrut.
Vissa passager av Badaling Expressway har väldigt stora höjdskillnader vilket leder till problem med att bromsarna på tunga fordon överhettas. Det finns sektioner av Badaling Expressway som är extremt olycksdrabbade, och en plats kallas i folkmun "Dödsdalen" (死亡谷; sǐwánggǔ).